# Unitat (estat)
Unitat, Unity o al-Wahda, a vegades anomenat Nil Superior Occidental, és un dels deu estats del Sudan del Sud. Té una superfície de 35.956 km² i està habitat de manera predominant per pobles nuers (majoritaris) i dinkes (minoria). La capital és Bentiu i la població 585.801 habitants.

## Dades de l'estat
Com tots els estats del Sudan del Sud està dividit en comtats, en aquest cas nou:
- Mayom
- Rubkona
- Panrieng
- Leer
- Guit
- Koch
- Abiemnom
- Mayendit
- Payinjiar

Les ciutats principals són, a més de Bentiu, Mayom, Leer i Adok. Altres poblacions són Riangnhom, Rub-Koni, Yoynyang, Tam, Mankien, Wang-Kay, Koch, Nyal i Ganyiel.
L'estat és principalment agrícola i la població està formada en bona part per pastors nòmades. La gran riquesa de l'estat és el petroli descobert vers 1990 (si bé ja s'havien descobert algunes bosses 10 o 15 anys abans). Els camps més productius són el "Unity" i el Block 5A. Les companyies petrolieres van expulsar a la població indígena de la zona. Les reserves estimades només pel camp "Unity" són de 150 milions de barrils. El petroli és portat per un oleoducte (Greater Nile Oil Pipeline) cap a Port Sudan.

## Història
L'estat fou creat el 1994 segregat de l'estat del Nil Superior. Inicialment es va pensar a anomenar-lo Nil Superior Occidental (i una altra part Nil Superior Oriental) però després se li va donar el nom polític d'Unitat en honor de la unitat entre el nord i el sud. Una torre d'extracció de petroli fou escollit com a símbol de l'estat.

## Governadors
- Michael Maein Chol 1995-1997
- Taban Deng Gai 1997-2001
- John Dor Majok 2001-2005
- Theophilus Ochang (interí) 18 de juliol de 2005 - 30 de setembre de 2005
- Taban Deng Gai 2005-